# Mechanika ośrodków ciągłych
Mechanika ośrodków ciągłych – dział mechaniki opisujący odkształcenia, ruch i powstawanie sił wewnętrznych (naprężeń) w ośrodkach ciągłych pod wpływem działania sił zewnętrznych (obciążeń).
W mechanice ośrodków ciągłych stosuje się makroskopowy opis zjawisk fizycznych, czyli pomija się mikroskopową budowę materii. Do opisu ciał stosuje się pojęcie ośrodka ciągłego. Definiuje się pola parametrów fizycznych w każdym punkcie badanego obszaru przestrzeni wypełnionego materią. Pola parametrów mogą być skalarne (np. ciśnienie, temperatura), wektorowe (np. prędkość, przyspieszenie) lub tensorowe (np. tensor naprężeń, odkształceń). Do opisu zjawisk używane są pojęcia i twierdzenia z teorii pola. Podstawowe prawa fizyczne takie jak np. prawo zachowania masy, energii, pędu i momentu pędu definiuje się za pomocą równań różniczkowych cząstkowych lub całkowych. Postać takich równań mają również warunki: równowagi (ruchu), brzegowe i nierozdzielności w badanym ośrodku.

## Podstawowe obszary mechaniki ośrodków ciągłych
| Mechanika ośrodków ciągłych Badania nad fizyką ośrodków ciągłych | Mechanika ciał stałych odkształcalnych Badania nad fizyką ciał stałych podlegających deformacjom | Odkształcenia sprężyste Badania nad fizyką materiałów, które powracają do swojego kształtu spoczynkowego po ustąpieniu sił zewnętrznych | Odkształcenia sprężyste Badania nad fizyką materiałów, które powracają do swojego kształtu spoczynkowego po ustąpieniu sił zewnętrznych |
| Mechanika ośrodków ciągłych Badania nad fizyką ośrodków ciągłych | Mechanika ciał stałych odkształcalnych Badania nad fizyką ciał stałych podlegających deformacjom | Odkształcenia plastyczne Badania nad fizyką materiałów, które po ustąpieniu sił zewnętrznych nie powracają do kształtu początkowego     | Reologia Badania nad fizyką ciał plastycznych i płynących                                                                               |
| Mechanika ośrodków ciągłych Badania nad fizyką ośrodków ciągłych | Mechanika płynów Badania nad fizyką płynów (gazów i cieczy)                                      | Mechanika płynów nienewtonowskich | Reologia Badania nad fizyką ciał plastycznych i płynących                                                                               |
| Mechanika ośrodków ciągłych Badania nad fizyką ośrodków ciągłych | Mechanika płynów Badania nad fizyką płynów (gazów i cieczy)                                      | Mechanika płynów newtonowskich | |